# 錫爾瓦尼亞

錫爾瓦尼亞是哥倫比亞的城鎮，位於該國中部，由昆迪納馬卡省負責管轄，距離首府波哥大65公里，始建於1935年2月21日，面積平方公里，海拔高度1,470米，2005年人口20,872。
4°24′N 74°23′W / 4.400°N 74.383°W